# Procamacolaimus africanus
Procamacolaimus africanus is een rondwormensoort uit de familie van de Camacolaimidae. De wetenschappelijke naam van de soort is voor het eerst geldig gepubliceerd in 1988 door Furstenberg & Vincx.